# Sphincterochila zonata
Sphincterochila zonata zonata
Espèce
Synonymes
- Albea (Sphincterochila) boissieri Charpentier, 1847
- Helix boissieri Charpentier, 1847 (invalide, 1846)
- Sphincterochila boissieri (Charpentier, 1847) (invalide)
- Zonites boissieri (Charpentier, 1847) (invalide)

Sphincterochila zonata, l'Escargot du désert, est une espèce d'escargots terrestres de la famille des Sphincterochilidae (en) (super-famille des Helicoidea). On le trouve dans les déserts du Néguev (Israël) et du Sinaï (Égypte). Il est particulièrement remarquable pour sa xérotolérance.

## Taxonomie
Selon GBIF (26 juin 2024), 2 sous-espèces sont connues :
- Sphincterochila zonata zonata (Bourguignat, 1853) - Protonyme: Zonites boissieri zonata Bourguignat, 1853
- Sphincterochila zonata filia (Mousson, 1861)

## Histoire et étymologie
L'Escargot du désert a été découvert par Jean de Charpentier en 1847, et décrit comme une espèce à part entière (Helix boissieri), nommée en hommage au botaniste suisse Edmond Boissier. Il a été renommé Leucochroa boisseri var. zonata en 1895 par Henry Augustus Pilsbry.

## Description
La coquille est blanche, d'un diamètre moyen de 25 mm, et constitue la moitié du poids de l'animal, qui est de l'ordre de 4,3 g au total. Le corps de l'escargot contient environ 80 % d'eau et seulement 1 % de lipides, ce qui constitue une réserve singulièrement faible d'énergie.

## Mode de vie

### Estivation

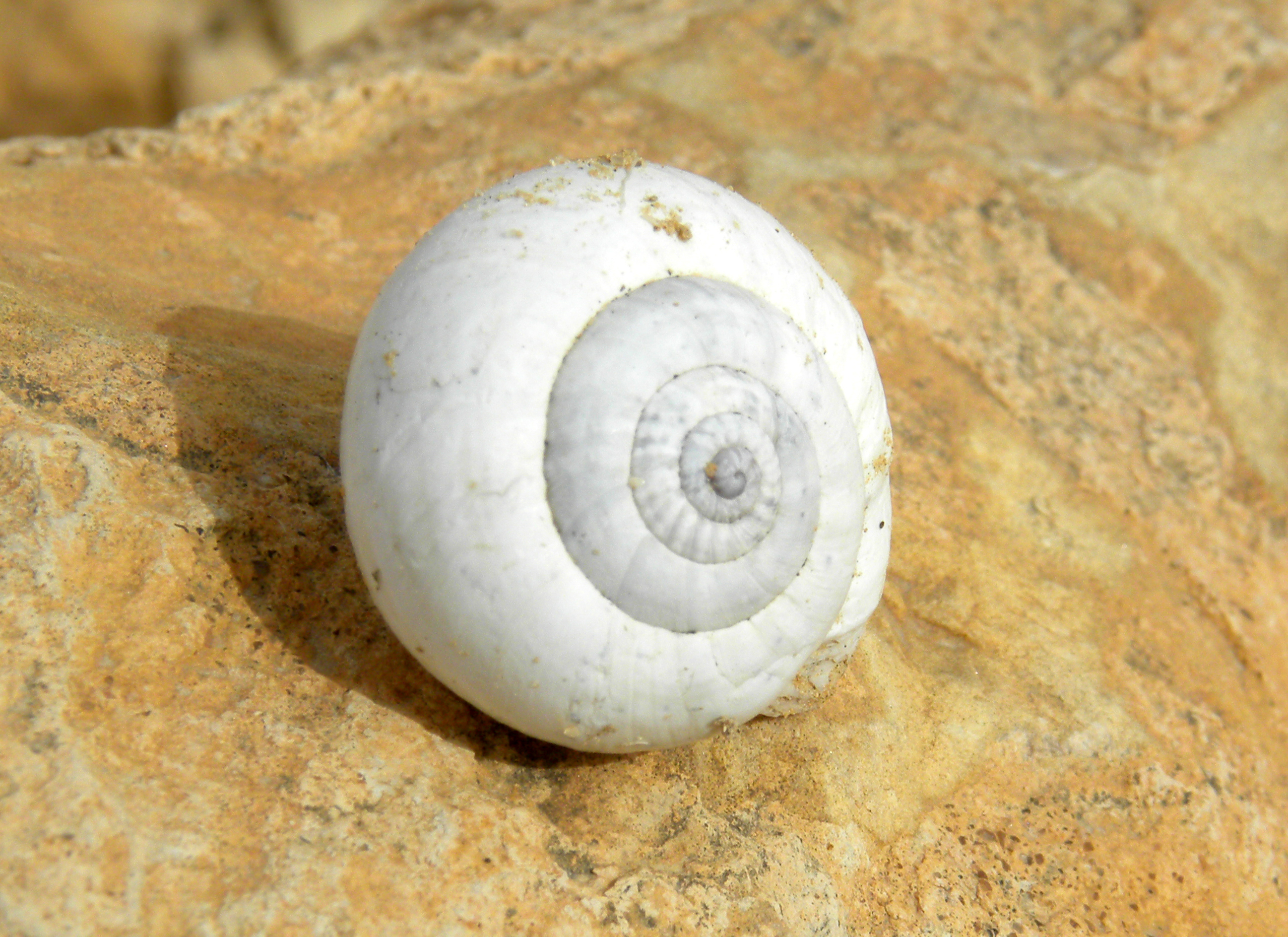
Sphincterochila boissieri dans le désert du Néguev.

L'escargot du désert est particulièrement bien adapté aux conditions arides. Sa coquille blanche reflète 90 % de la lumière du Soleil. Elle est épaisse et de faible conductivité thermique, avec une ouverture étroite. Il peut ainsi survivre à des températures allant jusqu'à 50 °C. Au-delà de 55 °C, la température devient létale.
La plupart du temps, l'escargot vit enterré à une profondeur de 1 à 5 cm, sous une pierre, et jusqu'à 10 cm dans les déserts les plus chauds, par exemple dans la région de la mer Morte. Il obture sa coquille par une double épaisseur d'épiphragme, avec une chambre d'air entre les deux qui le protège de la dessiccation. Il se retire dans les dernières spires et attend la pluie en estivation. Cette léthargie peut exceptionnellement durer jusqu'à trois ans dans la nature,. Des expériences en laboratoire ont montré que la perte d'eau est de 0,5 mg par jour en été, avec une consommation très réduite d'oxygène. Des escargots en estivation dans un musée ont survécu six ans. La mesure du taux d'oxygène dans un vivarium en laboratoire a permis de détecter des signes de vie durant huit ans.

### Cycle actif
Lorsque survient la pluie, l'escargot entre dans la phase active de son cycle de vie. Durant 18 à 26 jours, soit 5 à 7 % de sa vie, il se nourrit, s'accouple et pond des œufs.
L'escargot se nourrit de la boue autour de lui –les sols sur lesquels on le trouve généralement étant de lœss et de calcaire–, dont les éléments digestibles sont surtout du lichen et des algues. Contrairement à d’autres escargots, il ne mange pas de plantes plus hautes.
Après cette période, l'escargot génère un nouvel épiphragme et se rendort jusqu'au cycle suivant.

## Prédateurs
Dans les déserts du Sinaï et du Néguev, les prédateurs naturels de Sphincterochila zonata zonata sont des rongeurs, particulièrement Eliomys melanurus (en), les rats épineux d'Égypte et les gerbilles de Wagner.